# Emil Heinrich Diehl
Emil Heinrich Diehl (* 20. Februar 1891 in Metz; † 4. November 1933) war ein deutscher Mediziner und Politiker (NSDAP).

## Leben
Diehl nahm als Soldat am Ersten Weltkrieg teil und wurde während des Krieges mit dem Eisernen Kreuz I. und II. Klasse ausgezeichnet. Im Anschluss studierte er Humanmedizin, promovierte zum Dr. med. und bestand die Prüfung als Facharzt für Kinderheilkunde. In der Folgezeit praktizierte er als Arzt für Kinderkrankheiten in Krefeld und war Mitglied des Preußischen Landesgesundheitsrates.
Diehl trat zum 1. November 1929 in die NSDAP ein (Mitgliedsnummer 167.038) und wurde Mitglied der NSDAP-Gauleitung in Düsseldorf. 1932 wurde er in den Preußischen Landtag gewählt, dem er bis zu dessen Auflösung im Oktober 1933 angehörte.
Er starb an den Verletzungen eines Verkehrsunfalls bei Büderich (Meerbusch) nach der Einlieferung ins Krankenhaus.